# Никанор (апостол від сімдесяти)
Никанор (дав.-гр. Nikanôr, лат. Nicanor, що означає «переможець»; 1 — Кіпр, 76), диякон і мученик. Один із семи дияконів, обраних після П'ятдесятниці християнською громадою Єрусалиму для допомоги апостолам Ісуса у служінні вірі.

## Біографія
Про Никанора збереглось небагато відомостей. Він жив у I столітті, був євреєм за походженням та одним із семи дияконів, висвячених безпосередньо апостолами. Проповідував Євангеліє, помер мучеником на Кіпрі, за часів Веспасіана, того самого дня, коли Стефана забили камінням.
У Діяннях апостолів він зазначений у групі, обраній для допомоги в служінні апостолів Ісуса Христа, після Стефана, Пилипа, Прохора і перед Тимоном, Парменом і Миколаєм, прозелітом з Антіохії.
За християнською традицією він проповідував Євангеліє в місті Малло. Присутність Ніканора в Малло неможливо довести, але можна передбачити з високою ймовірністю, оскільки після мученицької смерті Стефана спалахнуло жорстоке переслідування учнів Ісуса. І тому, ймовірно він зайшов так далеко для проповідування Євангеліє. Посилання на мандрівну євангелізацію можна знайти в Діяннях:
Тим часом розсіяні через гоніння, що сталося після Стефана, пройшли до Фінікії та Кіпру i Антиохії, нікому не проповідуючи слово, крім юдеїв. Були ж деякі з них кіпряни i киринейці, які, прийшовши до Антиохії, говорили до еллінів, благовістячи Господа Ісуса.— Діян. 11:19-20.

## Вшанування
Місяцеслів греків, який узгоджується з римським мартирологом, говорить: 
Блаженний диякон Никанор, з числа перших семи, дивовижний своєю вірою і чеснотами, найславніше був увінчаний мученицькою смертю.— Грецький Меналог, 28 липня.